# تششمهغلينه (مقاطعة غيلانغرب)
تششمهغلينه (بالفارسية: چشمه‌گلینه) هي قرية تقع في كرمانشاه في إيران. يقدر عدد سكانها بـ 33 نسمة بحسب إحصاء 2016.